# Atelier Viorate: The Alchemist of Gramnad 2
Atelier Viorate: The Alchemist of Gramnad 2 (яп. ヴィオラートのアトリエ ～グラムナートの錬金術士2～ YViorāto no Atorie ~Guramunāto no Renkinjutsushi 2~) часто пишется просто Atelier Violet из-за написания имени главной героини в Trinity Universe, является пятой частью в серии Atelier и последней игрой в серии Gramnad. Также последняя игра в «классическом» стиле беги-в-ателье-и-создавай-предметы, выпущенных до Atelier Lise 2007 года. Atelier Violet за пределами Японии не выпускалась. Как и её предшественница, Atelier Judie: The Alchemist of Gramnad, также была переиздана на PlayStation Portable под названием Atelier Violet ~The Alchemist of Gramnad 2~ The Memories of Ultramarine (яп. ヴィオラートのアトリエ〜グラムナートの錬金術士2〜群青の思い出).

## Сюжет
События происходят спустя 20 лет после событий Atelier Judie: The Alchemist of Gramnad и, примерно, через год после окончания Atelier Elie.
На полуострове к юго-западу от континента Грамнад расположено королевство Каналланд. В королевстве есть небольшая и малонаселённая деревня под названием Карроте. В ней со своей семьёй живёт главная героиня Вайолет. Её родители решили покинуть деревню, но Вайолет отказалась уходить.
Вайолет мечтает открыть свой магазин, хотя её отец не поддерживает эту идею. Её родители вернутся через три года, и к этому сроку девушка должна доказать, что может управлять своим собственным магазином.

## Геймплей

### Цель
Цель игры — увеличить население деревни Каротт. На это даётся три года, но есть возможность продлить игру ещё на два.

### Режимы
Игрок может выбрать два режима игры: «First Time Mode» (в первый раз) и «Veteran Mode» (знаток). В версии PSP было добавлено ещё два режима: «Infinity Mode» (бесконечный) и «Inheriting Mode» (наследство), благодаря которым можно открыть дополнительные бонусы для особой концовки.

### Магазин
В игре можно выставить товар на продажу или же оставить его. Игрок может позволить Вайолет самой распоряжаться делом или нанять для этого кого-нибудь из её друзей. В первом случае игрок взаимодействует с клиентами, на выбор которых могут сказаться действия игрока. Многие персонажи будут общаться с Вайолет, и некоторые могут предложить свои услуги по найму.

### Задания
Игрок может выполнять задания в каждом городе. Задания могут включать в себя охоту на монстра или сбор материалов. Их выполнение увеличит популярность магазина в том месте, где было взято задание.

### Бой
Бои пошаговые, и на них Вайолет может брать с собой до двух союзников. Если у члена группы или врага закончатся HP, MP или LP, то это считается поражением. В битве игрок может использовать синтезированные или купленные в магазине предметы.

### Аукцион
Аукцион будет проходить в деревне Каротт несколько раз. Можно будет принять в нём участие как покупатель, либо выставить свой товар.

### Синтезирование
При помощи системы синтезирования игрок, комбинируя различные материалы, может создать новый предмет. Благодаря рецептам, становятся доступны новые предметы. Рецепты можно найти или купить, каждая книга рецептов включает в себя один или несколько особых рецептов. Синтезирование можно выполнять в мастерской, барах или гостиницах в городах за пределами Каротт.

### Удобства
Удобства создают новые пути производства или хранения товаров. Все они размещаются внутри мастерской. Первым удобством будет контейнер, другие станут доступны после определённых событий. Размещение удобств тратит очки.

### Концовки
В игре 11 доступных концовок, а в переиздании PlayStation Portable 13. Концовка определяется в зависимости от действий игрока и развития деревни Каротт.

## Издания
26 июня 2003 Atelier Viorate: The Alchemist of Gramnad 2 (яп. ヴィオラートのアトリエ ～グラムナートの錬金術士2～ YViorāto no Atorie ~Guramunāto no Renkinjutsushi 2~) был выпущен в двух изданиях: «Standard Edition» и «Premium Box». «Premium Box» включал в себя 5 фигурок из Atelier в виде Мари, Эли, Лили, Джуди и Вайолет, «Atelier Series Original DVD» и «Visual Book». В первом печатном издании игры входил CD под названием «Atelier Best», состоящий из 25 треков из Atelier Violet и предыдущих игр Atelier. 8 июля 2004 было выпущено издание Atelier Violet: The Alchemist of Gramnad 2 Gust Best Price (яп. ヴィオラートのアトリエ ~グラムナートの錬金術士2~ ガストベストプライス), которое продавалось по более низкой цене. 

Версия PlayStation Portable была выпущена 3 февраля 2011 как «Standard Edition», «Premius Box» и в скачиваемом виде на PlayStation Store. В первое печатное издание входили наклейки для PlayStation Portable. 

Версия PSP включает в себя новые события, музыку, предметы, рецепты, арты, концовки и трёх новых персонажей: Нанами, Шмида, Лаписа и Сферу. Также было настроено разрешение под экраны PlayStation Portable. В то время, как несколько персонажей используют обновлённый арт, сама игра использует оригинальные арты с версии PS2. Единственным исключением являются новые события, где используется новый стиль артов.

## Музыка
Опенинг 海を仰ぐ(Umi o aogu/Посмотри на море) и эндинг この青い空の下(Kono aoi sora no shita/Под этим голубым небом) были спеты 永倉秀恵. В «Настоящей концовке» играет STAGE, спетая 飯塚雅弓.

Версия PSP включает в себя пять новых треков, два из которых это вокальные песни, которые можно услышать в титрах новой концовки. Тему «Конец Сферы» Счастливые часы спела Кана Ханадзава, что озвучила Сферу. Тему «Конец Лаписа» Небесный ковчег спела 真理絵 (также известна под именем Marie).
Музыка из переиздания для PlayStation Portable была собрана в альбом под названием Atelier Violet ~The Alchemist of Gramnad 2~ The Memories of Ultramarine Original Soundtrack (яп. ヴィオラートのアトリエ 〜群青の思い出〜 オリジナルサウンドトラック), который затем выпустил SMD Itaku (Music). Альбом содержит два диска, всего 78 треков.

## Другое
- В журнале FamitsuPS2 была опубликована серия комиксов по игре от Ёшихико Очи. Позже она была собрана в одной книге под названием Atelier Violet The Odd Village Renewal Project (яп. ヴィオラートのアトリエ きてれつ村おこし) и опубликована Enterbrain 24 октября 2005 года.[6]